# Alptrast
Alptrast (Zoothera mollissima) är en asiatisk bergslevande fågel i familjen trastar inom ordningen tättingar.

## Kännetecken

### Utseende
Alptrasten är en relativt stor (25-27 cm) trast. Ovansidan är rent varm olivbrun utan med endast svaga vingband. I ansiktet syns en vitaktig ögonring och en mörkfläck strax under och bakom ögat. Undertill är den kraftigt svartfjällig på flanker, mer utbrett än hos liknande arten långstjärtad trast (Z. dixoni). Denna har vidare längre stjärt och tydliga vingband.
De i alptrasten fram till nyligen inkluderade arterna himalayatrast och sichuantrast (se nedan) är mycket lika. Himalayatrasten är mer rostfärgad ovan, mindre kontrasterande teckningar ovan, har mörk bas på undre näbbhalvan samt längre näbb men kortare vingar. Sichuantrasten har även den kraftigare näbb än alptrasten, men även grå hjässa och nacke och mindre kontrastrik ansiktsteckning.

### Läten
Alptrastens sång skiljer sig tydligt från både himalayatrasten och sichuantrasten genom att vara kortare, snabbare och framför allt mycket mer omusikalisk, med olika raspiga, gnissliga och spruckna toner. Tempot är vidare jämnt och stroferna börjar och slutar rätt tvärt.

## Utbredning
Alptrasten häckar i Himalaya från norra Pakistan till sydöstra Tibet och sydcentrala Kina (Sichuan). Alptrastlika individer har också noterats i norra Yunnan. Vintertid rör den sig till lägre nivåer, söderut till Yunnan.

## Systematik
Tidigare behandlades alptrast, himalayatrast (Z. salimali) och sichuantrast (Z. griseiceps) som en och samma art, Zoothera mollissima, då med det svenska namnet bergtrast. Studier visar dock på betydande skillnader i läten, utseende och ekologi. Genetiskt är himalayatrasten närmast släkt med sichuantrasten. Dessa är i sin tur systergrupp till alptrasten. Alptrasten behandlas numera som monotypisk, det vill säga att den inte delas in i några underarter.

## Levnadssätt
Alptrasten häckar i mycket höglänt terräng ovan trädgränsen, på mellan 3350 och 4420 meters höjd. I Himalaya ses den på stenig mark täckt av mossa och lav, i kort gräs och olika sorters låga örter och spridda dvärgvuxna rhododendron samt på stenar och klippblock av olika storlekar. I kinesiska Sichuan har den påträffats precis ovan trädgränsen vid klippbranter med buskar och närliggande alpängar. Vintertid ses den på lägre nivåer (300-3500 meter över havet), födosökande i rätt öppna områden som betesmarker intill skog och i skogsgläntor.
Fågeln ses födosöka på marken efter ryggradslösa djur, i par eller smågrupper. Jämfört med sina mycket skygga släktingar är den på grund av den öppna miljön relativt lätt att få syn på, men är också lätt att komma nära. Fågeln sjunger ofta olikt de övriga från en exponerad sitt plats, som ett klippblock.

## Status och hot
Arten har ett stort utbredningsområde och en stor population med stabil utveckling och tros inte vara utsatt för något substantiellt hot. Utifrån dessa kriterier kategoriserar internationella naturvårdsunionen IUCN arten som livskraftig (LC).